# سكتانة
سُكْتَانَة من بطون مصمودة ممن كانوا في أهل تِينَمْلَل وهمُ الذين ناصروا محمد بن تومرت في بدء دعوته. وهي اليوم قسمان، أحدُهما جنوبَ مراكشَ غيرَ بعيدٍ منها على شرق وادي نفيس، والآخَرُ في السوس وهو الذي يتبادر إليه الذهن عند إطلاق اسم سكتانة. وسكتانةُ هذه قبيلةٌ على حدود السوس مما يلي الشرق.
وسكتانةُ أيضا بلدةٌ من المغرب الأوسط ذكرها ابنُ خلدون في العبر وإليها يُنسَب صَوَابُ بن أبي القاسم السكتانيُّ الذي استعمله أبو عبد الله الشيعيُّ على تيفاش. ولعلها من بناء بني سكتان من بطون كُتامة.